# Clozapina
A clozapina é um medicamento psiquiátrico e é o primeiro antipsicótico atípico (também chamado de antipsicótico de segunda geração) a ser descoberto. É usado principalmente para tratar pessoas com esquizofrenia e transtorno esquizoafetivo (de acordo com o DSM V) que tiveram uma resposta inadequada a outros antipsicóticos ou que foram incapazes de tolerar outros medicamentos devido a efeitos colaterais extrapiramidais. Também é usado para o tratamento da psicose na doença de Parkinson. A clozapina é considerada o tratamento padrão-ouro quando a maioria dos outros medicamentos é ineficaz e seu uso é recomendado por várias diretrizes internacionais de tratamento, após ocorrência de resistência ao tratamento neuroléptico anterior.
O papel da clozapina na esquizofrenia resistente ao tratamento foi estabelecido por um estudo de 1988 no qual a clozapina mostrou benefícios quando em detrimento com a clorpromazina em um grupo de pacientes com psicose prolongada que já havia mostrado uma resposta inadequada aos outros antipsicóticos. Embora exista a possibilidade de efeitos colaterais significativos, a clozapina continua sendo o tratamento mais eficaz quando um ou mais de um antipsicóticos tiveram uma resposta inadequada. O uso de clozapina está associado a resultados positivos, incluindo uma taxa reduzida de mortalidade por todas as causas, suicídio e hospitalização. Em uma meta-análise comparativa de rede de 2013 de 15 medicamentos antipsicóticos, a clozapina foi significativamente mais eficaz do que todos os outros medicamentos. Em um estudo de 2021 no Reino Unido, a maioria dos pacientes (mais de 85% dos entrevistados) que tomaram clozapina preferiram ela do que as terapias anteriores, além de se sentirem-se melhor com ela e expressarem desejo de continuar tomando-a. Em uma pesquisa canadense de 2000 com 130 pacientes, a maioria relatou melhor satisfação, qualidade de vida, adesão ao tratamento, pensamento, humor e estado de alerta.
Em comparação com outros antipsicóticos, a clozapina apresenta um risco aumentado de problemas sanguíneos, em particular agranulocitose, nas primeiras 18 semanas de tratamento. Após um ano, esse risco reduz-se ao associado à maioria dos antipsicóticos. O uso da clozapina é, portanto, geralmente reservado para pessoas que não responderam a pelo menos dois outros antipsicóticos e só é feito com monitoramento rigoroso do sangue através de exames laboratoriais. No geral, apesar das preocupações relacionadas ao sangue e outros efeitos colaterais, o uso de clozapina está associado a uma mortalidade reduzida, especialmente por suicídio, que é uma das principais causas de morte prematura em pessoas com esquizofrenia. O risco de agranulocitose e neutropenia relacionados à clozapina justificou o uso obrigatório de sistemas rigorosos de monitoramento e gerenciamento de risco, que reduziram o risco de morte por esses eventos adversos para cerca de 1 em 7.700. A associação entre o uso de clozapina e discrasias sanguíneas foi observada pela primeira vez na década de 1970, quando oito mortes por agranulocitose foram observadas na Finlândia. Na época não estava claro se isso excedia a taxa estabelecida desse efeito colateral que também é encontrado em outros antipsicóticos e, embora a droga não tenha sido totalmente retirada do mercado, seu uso tornou-se limitado. A clozapina tornou-se amplamente disponível no início da década de 1990 e continua sendo o único tratamento com probabilidade de ser eficaz no tratamento da esquizofrenia resistente.
Os efeitos adversos comuns incluem sonolência, constipação, hipersalivação (aumento da produção de saliva), taquicardia, pressão arterial baixa, visão turva, ganho de peso e tontura. A clozapina normalmente não está associada à discinesia tardia (DT) e é recomendada como droga de escolha quando essa condição se faz presente, embora alguns relatos de casos descrevam discinesia tardia induzida pela clozapina. Outros riscos graves incluem convulsões, miocardite (inflamação do coração), hiperglicemia (níveis elevados de glicose no sangue) e constipação. O uso desta droga raramente pode resultar em síndrome de hipomotilidade gástrica induzida por clozapina, que pode levar à obstrução intestinal e morte, e em pessoas idosas com psicose, como resultado de demência, pode levar a um risco aumentado de morte. O mecanismo de ação não é totalmente claro na literatura médica atual. A clozapina está na Lista de Medicamentos Essenciais da Organização Mundial de Saúde. Está disponível como medicamento genérico, tanto nos Estados Unidos quanto no Brasil.

## História
A clozapina foi sintetizada em 1958 pela Wander AG, uma empresa farmacêutica suíça, com base na estrutura química do antidepressivo tricíclico imipramina. O primeiro teste em humanos em 1962 foi considerado um fracasso. Os julgamentos na Alemanha em 1965 e 1966, bem como um julgamento em Viena em 1966, foram bem-sucedidos. Em 1967, a Wander AG foi adquirida pela Sandoz. Outros testes ocorreram em 1972, quando a clozapina foi lançada na Suíça e na Áustria como Leponex. Dois anos depois, foi lançado na Alemanha Ocidental e na Finlândia em 1975. Os primeiros testes foram realizados nos Estados Unidos na mesma época. Em 1975, 16 casos de agranulocitose levando a 8 mortes em pacientes tratados com clozapina relatados em 6 hospitais, principalmente no sudoeste da Finlândia, causaram preocupação. A análise dos casos finlandeses revelou que todos os casos de agranulocitose ocorreram nas primeiras 18 semanas de tratamento e os autores propuseram o monitoramento sanguíneo durante esse período. A taxa de agranulocitose na Finlândia parecia ser 20 vezes maior do que no resto do mundo e especulou-se que isso pode ter ocorrido devido a uma diversidade genética única na região. Embora a droga continuasse a ser fabricada pela Sandoz e permanecesse disponível na Europa, o desenvolvimento nos Estados Unidos foi interrompido.
O interesse na clozapina continuou em uma capacidade de investigação nos Estados Unidos porque, mesmo na década de 1980, a duração da hospitalização, especialmente em hospitais públicos para aqueles com esquizofrenia resistente ao tratamento, era muito mais breve do que outros medicamentos neurolépticos. O papel da clozapina na esquizofrenia resistente ao tratamento foi estabelecido pelo histórico Clozaril Collaborative Study Group Study #30, no qual a clozapina mostrou benefícios marcantes em detrimento da clorpromazina em um grupo de pacientes com psicose prolongada e que já haviam mostrado uma resposta inadequada a outros antipsicóticos. Isso envolveu monitoramento rigoroso do sangue e um projeto duplo-cego com o poder de demonstrar superioridade sobre o tratamento antipsicótico padrão. Os critérios de inclusão foram pacientes que não responderam a pelo menos três antipsicóticos anteriores e não responderam a um único tratamento cego com haloperidol (dose média 61 mg +/- 14 mg/dia). Duzentos e sessenta e oito foram randomizados para ensaios duplo-cegos de clozapina (até 900 mg/d) ou clorpromazina (até 1800 mg/dia). 30% dos pacientes com clozapina responderam em comparação com 4% dos controles, com melhora significativamente maior na Escala Breve de Avaliação Psiquiátrica, Escala de Impressão Clínica Global e Escala de Observação de Enfermeiras para Avaliação de Pacientes Internados; essa melhora incluiu áreas de sintomas "negativos" e positivos. Após este estudo, a Food and Drug Administration (FDA) dos EUA aprovou seu uso em 1990. Cautelosa quanto ao risco de problemas sanguíneos, a FDA exigiu um aviso de caixa preta para efeitos colaterais específicos, incluindo agranulocitose, e tomou a medida única de exigir que os pacientes fossem registrados em um sistema formal de rastreamento para que os níveis de hemograma pudessem ser avaliados de forma sistemática.
Em dezembro de 2002, a clozapina foi aprovada nos Estados Unidos para reduzir o risco de suicídio em pessoas com esquizofrenia ou transtorno esquizoafetivo consideradas de risco crônico para comportamento suicida. Em 2005, a FDA aprovou critérios para permitir frequência reduzida de monitoramento de sangue. Em 2015, os Registros de Pacientes de fabricantes individuais foram consolidados por solicitação da FDA em um único Registro de Pacientes compartilhado denominado Registro REMS de Clozapina. Apesar da segurança demonstrada pelos novos requisitos de monitoramento da FDA, que têm níveis mais baixos de neutrófilos e não incluem contagens totais de leucócitos, o monitoramento internacional não foi padronizado.

## Química
A clozapina é um dibenzodiazepínico estruturalmente muito semelhante à loxapina (originalmente considerado um antipsicótico típico). É ligeiramente solúvel em água, solúvel em acetona e altamente solúvel em clorofórmio. Sua solubilidade em água é 0,1889 mg/L (25 ºC). Seu fabricante, a Novartis, afirma uma solubilidade de <0,01% em água (<100 mg/L).

## Usos médicos

### Esquizofrenia
A clozapina é geralmente usada para pessoas diagnosticadas com esquizofrenia que tiveram uma resposta inadequada a outros antipsicóticos ou que não toleraram outros medicamentos devido a efeitos colaterais extrapiramidais. Também é usado para o tratamento da psicose na doença de Parkinson. É considerado o tratamento padrão-ouro quando outro medicamento não foi suficientemente eficaz e seu uso é recomendado por várias diretrizes internacionais de tratamento, apoiadas por revisões sistemáticas e meta-análises. Embora todas as diretrizes atuais reservem a clozapina para indivíduos nos quais dois outros antipsicóticos já foram experimentados, as evidências indicam que a clozapina pode ser usada como um medicamento de segunda linha. Foi demonstrado que o tratamento com clozapina produziu melhores resultados em vários domínios, incluindo; um risco reduzido de hospitalização, um risco reduzido de descontinuação do medicamento, uma redução nos sintomas gerais e melhorou a eficácia no tratamento de sintomas psicóticos positivos da esquizofrenia. Apesar de uma série de efeitos colaterais, os pacientes relatam bons níveis de satisfação e a adesão a longo prazo é favorável em comparação com outros antipsicóticos. Estudos de acompanhamento de longo prazo revelam múltiplos benefícios em termos de redução da mortalidade, com um efeito particularmente forte na redução da morte por suicídio, a clozapina é o único antipsicótico conhecido por ter um efeito na redução do risco de suicídio ou tentativa suicídio. A clozapina tem um efeito anti-agressivo significativo. A clozapina é amplamente utilizada em ambientes seguros e forenses de saúde mental, onde foram encontradas melhorias na agressão, internação mais curta e reduções na prática restritiva, como a reclusão. Em hospitais seguros e em outros ambientes, a clozapina também tem sido usada no tratamento do transtorno de personalidade borderline e antissocial quando associado a violência ou automutilação. Embora o tratamento oral seja quase universal, a clozapina foi aplicada ocasionalmente usando injeção nasogástrica ou de ação curta, embora em quase 50% dos aproximadamente 100 casos relatados os pacientes concordassem em tomar medicação oral antes do uso de uma intervenção coercitiva. A clozapina também foi usada off-label para tratar a catatonia com sucesso em mais de 80% dos casos.

### Transtorno bipolar
Com base em revisões sistemáticas, a clozapina é recomendada em algumas diretrizes de tratamento como um tratamento de terceira ou quarta linha para o transtorno bipolar. O transtorno bipolar é uma indicação não licenciada para a clozapina. 

### Transtornos graves de personalidade
A clozapina também é usada no transtorno de personalidade emocionalmente instável e um estudo randomizado controlado está em andamento. Mostrou-se eficaz também no transtorno de personalidade borderline em estudos clínicos.

### Iniciação
Embora a clozapina seja geralmente iniciada em ambiente hospitalar, a iniciação fora do ambiente hospitalar também está disponível. Antes que a clozapina possa ser iniciada, múltiplas avaliações e investigações basais são realizadas. No Reino Unido e na Irlanda deve haver uma avaliação de que o paciente satisfaz os critérios de prescrição: esquizofrenia resistente ao tratamento, intolerância devido a sintomas extrapiramidais de outros antipsicóticos ou psicose na doença de Parkinson. Na maioria dos países anglo-saxônicos, a clozapina só pode ser dispensada após um resultado de sangue satisfatório (ou seja, que tenha neutrófilos e outros leucócitos dentro da faixa "normal") ter sido recebido pela agência responsável (no caso dos EUA, um órgão filiado a FDA), e só então uma prescrição e dispensação pode ser liberada para o paciente. No Brasil, por sua vez, não há nenhum requisito imposto pela ANVISA para distribuição e uso; entretanto, recomenda-se na bula da medicação realizar exames sanguíneos (em especial, o hemograma) para que possa ser aferido se o paciente não está com alterações significativas na contagem de glóbulos brancos e outras anomalias.
Alguns outros testes realizados incluem: um exame físico incluindo peso basal, circunferência da cintura e IMC, avaliações da função renal e hepática, um ECG e outros exames de sangue basais também podem ser feitos para facilitar o monitoramento de possível miocardite, que pode incluir proteína C reativa (PCR) e troponina. Na Austrália e na Nova Zelândia, ecocardiogramas pré-clozapina também são comumente realizados. Vários protocolos de serviço estão disponíveis e há variações na extensão dos exames de pré-clozapina. Alguns também podem incluir lipídios em jejum, HbA1c e prolactina. No Maudsley Hospital, no Reino Unido, o serviço de tratamento também realiza rotineiramente uma ampla variedade de outras investigações, incluindo múltiplas investigações para outras causas de psicose e comorbidades, incluindo ressonância magnética do cérebro, testes de função da tireoide, B12, folato e níveis séricos de cálcio, triagem de infecção por vírus transmitidos pelo sangue, incluindo hepatite B e C, HIV e sífilis, bem como triagem para psicose autoimune por anti-NMDA, anti-VGKC e antinuclear, assim como triagem de anticorpos. As investigações usadas para monitorar a possibilidade de efeitos colaterais relacionados à clozapina, como miocardite, também são realizadas, incluindo troponina basal, PCR e BNP e para a síndrome neuroléptica maligna CK.
Em suma, os exames mais cruciais para que a clozapina seja prescrita incluem o hemograma completo, perfil lipídico, hemoglobina glicada, proteína C reativa (para aferir risco de miocardite) e troponina (relacionada aos riscos de trombose). Os exames supracitados são essenciais quando há suspeita de problemas relacionados aos glóbulos brancos e também como padrão de avaliação por, pelo menos, 1 mês após o início da medicação.
A dose de clozapina é inicialmente baixa e gradualmente aumentada ao longo de algumas semanas. As doses iniciais podem variar de 6,5 a 12,5 mg/d aumentando gradualmente para doses na faixa de 250-350 mg por dia, altura em que será realizada uma avaliação da resposta. No Reino Unido, a dose média de clozapina é de 450 mg/d. Mas a resposta é altamente variável e alguns pacientes respondem com doses muito mais baixas e vice-versa.
Alguns transtornos de personalidade podem utilizar de doses menores. No caso da psicose enquanto há Parkinson, o paciente pode ir até, no máximo, 100 mg/d. O mesmo se repete para pacientes com transtornos de personalidade que não responderam ao tratamento usual com outros antipsicóticos.

### Monitoramento
Durante a fase inicial de titulação da dose, o seguinte é tipicamente monitorado; geralmente diariamente no início; pulso, pressão arterial e, como a hipotensão ortostática pode ser problemática, isso deve ser monitorado sentado e em pé. Se houver uma queda significativa, a taxa de aumento da dose pode ser reduzida, temperatura.
Os testes semanais incluem: hemogramas completos durante 18 semanas. Em alguns serviços também haverá monitoramento de marcadores que possam indicar miocardite; troponina, PCR e BNP, embora os testes exatos e a frequência variem entre os serviços. O peso geralmente é medido semanalmente.
A partir daí, outras investigações e monitoramento sempre incluirão hemogramas completos (quinzenalmente por 1 ano e depois mensalmente). Peso, circunferência da cintura, lipídios e glicose ou HbA1c também podem ser monitorados.

### Resposta da clozapina e otimização do tratamento
Tal como acontece com outros antipsicóticos, e em contraste com a sabedoria recebida, as respostas à clozapina são tipicamente observadas logo após o início e muitas vezes na primeira semana. Dito isto, as respostas, especialmente aquelas que são parciais, podem ser adiadas. O que é um teste adequado de clozapina é incerto, mas uma recomendação é que isso seja feito por pelo menos 8 semanas em um nível plasmático acima de 350-400 micro g/L. Há uma variação interindividual considerável. Um número significativo de pacientes responde a concentrações plasmáticas mais baixas e também muito mais altas e alguns pacientes, especialmente jovens fumantes do sexo masculino, podem nunca atingir esses níveis plasmáticos, mesmo com doses de 900 mg/dia. As opções incluem o aumento da dose acima do máximo permitido ou a adição de um medicamento que inibe o metabolismo da clozapina. Evitar a polifarmácia desnecessária é um princípio geral no tratamento medicamentoso.

#### Otimizando a amostragem de sangue
O corte de neutrófilos para clozapina mostrou uma capacidade excepcional de mitigar o risco de neutropenia e agranulocitose. Há uma margem de segurança significativa. Alguns pacientes podem ter contagens marginais de neutrófilos antes e após o início e correm o risco de descontinuação prematura da clozapina. O conhecimento da biologia dos neutrófilos permite a otimização da amostragem de sangue. Os neutrófilos apresentam uma variação diurna em resposta ao ciclo natural de produção de G-CSF, estão aumentados à tarde, são também mobilizados para a circulação após exercício e tabagismo. Foi demonstrado que simplesmente mudar a amostragem de sangue evita interrupções desnecessárias, especialmente em populações negras. No entanto, esta é uma interrupção da prática hospitalar habitual. Outras medidas práticas são garantir que os resultados de sangue estejam disponíveis em horas e quando a equipe sênior estiver disponível.

### Subuso de clozapina
A clozapina é amplamente reconhecida como sendo subutilizada com ampla variação na prescrição, especialmente em pacientes com ascendência africana.
Verificou-se que as práticas de prescrição dos psiquiatras são a variável mais significativa em relação à variação em seu uso. Pesquisas sobre as atitudes dos psiquiatras em relação à clozapina descobriram que muitos tinham pouca experiência em seu uso, superestimaram a incidência e temiam os efeitos colaterais, e não avaliaram que muitos pacientes preferem tomar clozapina do que outros antipsicóticos, relutam em prescrevem clozapina, têm pouca experiência em seu uso e acreditam que os pacientes tratados com clozapina ficam menos satisfeitos do que os tratados com outros antipsicóticos. Em contraste com as expectativas de muitos psiquiatras, a maioria dos pacientes acredita que os exames de sangue e outras dificuldades valem os múltiplos benefícios que percebem. Enquanto os psiquiatras temem os efeitos adversos graves, como agranulocitose, os pacientes estão mais preocupados com a hipersalivação. A clozapina não é mais comercializada ativamente e isso também pode ser uma das explicações para sua subutilização.
Apesar da forte evidência e do endosso universal das diretrizes de tratamento nacionais e internacionais e das experiências dos próprios pacientes, a maioria das pessoas elegíveis para a clozapina não é tratada com ela. Um grande estudo na Inglaterra descobriu que aproximadamente 30% das pessoas elegíveis para clozapina estavam sendo tratadas com ela. Os pacientes que iniciam a clozapina geralmente enfrentam demora prolongada, múltiplos episódios de psicose e tratamentos como antipsicóticos em altas doses ou polifarmácia. Em vez de dois antipsicóticos anteriores, muitos foram expostos a dez ou mais drogas que não foram eficazes. Em um estudo com 120 pacientes realizado em quatro hospitais no sudeste de Londres, encontrou uma média de 9,2 episódios de prescrição de antipsicóticos antes do início da clozapina e o atraso médio no uso da clozapina foi de 5 anos. Os tratamentos que não têm base de evidências ou são considerados ativamente prejudiciais são usados em vez de tratamento múltiplo e/ou de alta dose.

#### Disparidade racial no uso de clozapina
Uma constatação geral na prestação de cuidados de saúde é que os grupos minoritários recebem tratamento inferior; esta é uma descoberta particular nos EUA. Nos Estados Unidos, uma constatação geral é que, em comparação com seus pares brancos, os afro-americanos têm menos probabilidade de receberem antipsicóticos de segunda geração, que são mais caros do que as alternativas, e isso ficou aparente, especialmente para a clozapina, quando a comparação foi feita no Veterans Assuntos do sistema médico e quando as diferenças em relação aos fatores socioeconômicos foram levadas em conta. Além de serem menos propensos a iniciar a clozapina, os pacientes negros são mais propensos a interromper a clozapina, possivelmente devido à neutropenia étnica benigna.

#### Neutropenia étnica benigna
Reduções benignas nos neutrófilos são observadas em indivíduos de todas as origens étnicas neutropenia étnica (BEN), neutropenia sem disfunção imunológica ou maior suscetibilidade a infecções não se deve à produção anormal de neutrófilos; embora a etiologia exata da redução das células circulantes permaneça desconhecida. A NEB está associada a vários grupos étnicos, mas em particular aqueles com ascendência negra africana e da África Ocidental. Uma dificuldade com o uso de clozapina é que as contagens de neutrófilos foram padronizadas em populações brancas. Para um número significativo de pacientes negros, os limiares padrão de contagem de neutrófilos não permitiam o uso de clozapina, pois os limiares não levavam em consideração o NEB. Desde 2002, os serviços de monitoramento de clozapina no Reino Unido têm usado intervalos de referência 0,5 × 10 9 /l mais baixos para pacientes com NEB confirmada hematologicamente e ajustes semelhantes estão disponíveis nos critérios atuais dos EUA, embora com mínimos permissíveis mais baixos. Mas, mesmo assim, um número significativo de pacientes negros não será elegível, embora as baixas contagens de neutrófilos não reflitam a doença. O polimorfismo Duffy-Null, que protege contra alguns tipos de malária, é preditivo de NEB.

## Efeitos adversos
A clozapina pode causar efeitos adversos graves e potencialmente fatais. A clozapina carrega cinco advertências de caixa preta, incluindo (1) neutropenia grave (baixos níveis de neutrófilos), (2) hipotensão ortostática (pressão arterial baixa ao mudar de posição), incluindo batimentos cardíacos lentos e desmaios, (3) convulsões, (4) miocardite (inflamação do coração) e (5) risco de morte quando usado em idosos com psicose relacionada à demência.  A diminuição do limiar convulsivo pode estar relacionada com a dose. Aumentar a dose lentamente pode diminuir o risco de convulsões e hipotensão ortostática.
Os efeitos comuns incluem constipação, enurese noturna, baba noturna, rigidez muscular, sedação, tremores, hipotensão ortostática, alto nível de açúcar no sangue e ganho de peso. O risco de desenvolver sintomas extrapiramidais, como discinesia tardia, é inferior ao dos antipsicóticos típicos; isso pode ser devido aos efeitos anticolinérgicos da clozapina. Os sintomas extrapiramidais podem diminuir um pouco depois que uma pessoa muda de outro antipsicótico para a clozapina. Problemas sexuais, como ejaculação retrógrada, foram relatados durante o uso de clozapina. Efeitos adversos raros incluem edema periorbital. Apesar do risco de numerosos efeitos colaterais, muitos efeitos colaterais podem ser controlados enquanto se continua a tomar a clozapina.

### Neutropenia e agranulocitose
Neutropenia Induzida por Clozapina (NIC) ocorre em aproximadamente 3,8% dos casos e Agranulocitose Induzida por Clozapina (CIA) em 0,4%. Estes são efeitos colaterais potencialmente graves e agranulocitose pode resultar em morte. Para mitigar esse risco, a clozapina é usada apenas com monitoramento obrigatório da contagem absoluta de neutrófilos (CAN) (os neutrófilos são os granulócitos mais abundantes); por exemplo, nos Estados Unidos, a Estratégia de Avaliação e Mitigação de Riscos (REMS). Os horários exatos e os limiares de hemograma variam internacionalmente e os limiares nos quais a clozapina pode ser usada nos EUA têm sido mais baixos do que os atualmente usados no Reino Unido e na Austrália por algum tempo. A eficácia das estratégias de gerenciamento de risco usadas é tal que as mortes por esses efeitos colaterais são muito raras, ocorrendo em aproximadamente 1 em 7.700 pacientes tratados. Quase todas as reações adversas no sangue ocorrem no primeiro ano de tratamento e a maioria nas primeiras 18 semanas. Após um ano de tratamento, esses riscos diminuem acentuadamente em relação aos observados em outras drogas antipsicóticas 0,01% ou cerca de 1 em 10.000 e o risco de morte é acentuadamente menor ainda. Quando são observadas reduções nos níveis de neutrófilos no monitoramento regular do sangue, dependendo do valor, o monitoramento pode ser aumentado ou, se a contagem de neutrófilos for suficientemente baixa, a clozapina é interrompida imediatamente e não pode mais ser usada dentro da licença médica. A interrupção da clozapina quase sempre resulta na resolução da redução de neutrófilos. No entanto, agranulocitose grave pode resultar em infecção espontânea e morte, é uma diminuição severa na quantidade de um tipo específico de glóbulo branco chamado granulócitos. A clozapina carrega um aviso de caixa preta para agranulocitose induzida por drogas. Os testes rápidos no local de atendimento podem simplificar o monitoramento da agranulocitose.

#### Reintrodução da clozapina
Um "reinício" da clozapina é quando alguém que experimentou agranulocitose enquanto tomava clozapina começa a tomar a medicação novamente. Em países nos quais os limiares de neutrófilos são mais altos do que os usados nos EUA, uma abordagem simples é, se a CAN mais baixa estiver acima do corte dos EUA, reintroduzir a clozapina, mas com o regime de monitoramento dos EUA. Isso foi demonstrado em uma grande coorte de pacientes em um hospital em Londres, no qual se descobriu que de 115 pacientes que tiveram a clozapina interrompida de acordo com os critérios dos EUA, apenas 7 teriam interrompido a clozapina se os cortes dos EUA tivessem sido usados. Destes 62 foram reexplicados, 59 continuaram a usar a clozapina sem dificuldade e apenas 1 teve queda de neutrófilos abaixo do corte do US. Outras abordagens incluíram o uso de outras drogas para apoiar a contagem de neutrófilos, incluindo lítio ou fator estimulante de colônias de granulócitos (G-CSF). No entanto, se agranulocitose ainda ocorrer durante um novo desafio, as opções alternativas são limitadas.

### Toxicidade cardíaca
A clozapina raramente pode causar miocardite e cardiomiopatia. Uma grande metanálise da exposição à clozapina em mais de 250.000 pessoas revelou que isso ocorreu em aproximadamente 7 em 1.000 pacientes tratados e resultou em morte em 3 e 4 em 10.000 pacientes expostos, respectivamente, e embora a miocardite tenha ocorrido quase exclusivamente nas primeiras 8 semanas de tratamento, cardiomiopatia pode ocorrer muito mais tarde. As primeiras manifestações da doença são febre, que pode ser acompanhada por sintomas associados a infecções do trato respiratório superior, gastrointestinal ou urinário. Tipicamente, a proteína C-reativa (PCR) aumenta com o início da febre e o aumento da enzima cardíaca, troponina, ocorre até 5 dias depois. As diretrizes de monitoramento aconselham a verificação da PCR e da troponina no início e semanalmente durante as primeiras 4 semanas após o início da clozapina e a observação do paciente quanto a sinais e sintomas da doença. Sinais de insuficiência cardíaca são menos comuns e podem se desenvolver com o aumento da troponina. Um estudo de caso-controle recente descobriu que o risco de miocardite induzida por clozapina aumenta com o aumento da taxa de titulação da dose de clozapina, aumento da idade e valproato de sódio concomitante. Um grande estudo de registro eletrônico de saúde revelou que quase 90% dos casos de suspeita de miocardite relacionada à clozapina são falsos positivos. A reexposição após miocardite induzida por clozapina foi realizada e um protocolo para esta abordagem especializada foi publicado. Uma revisão sistemática de reintrodução após miocardite mostrou sucesso em mais de 60% dos casos relatados.

### Hipomotilidade gastrointestinal
Outro espectro de efeitos subestimados e potencialmente fatais é a hipomotilidade gastrointestinal, que pode se manifestar como constipação grave, impactação fecal, íleo paralítico, obstrução intestinal, megacólon agudo, isquemia ou necrose . Foi demonstrado que a hipomotilidade colônica ocorre em até 80% das pessoas com prescrição de clozapina quando a função gastrointestinal é medida objetivamente usando marcadores radiopacos. A hipomotilidade gastrointestinal induzida pela clozapina atualmente tem uma taxa de mortalidade mais alta do que o efeito colateral mais conhecido da agranulocitose. Uma revisão da Cochrane encontrou poucas evidências para ajudar a orientar as decisões sobre o melhor tratamento para hipomotilidade gastrointestinal causada por clozapina e outros medicamentos antipsicóticos. O monitoramento da função intestinal e o uso preventivo de laxantes para todas as pessoas tratadas com clozapina demonstraram melhorar o tempo de trânsito colônico e reduzir sequelas graves.

### Hipersalivação
A hipersalivação, ou produção excessiva de saliva, é um dos efeitos adversos mais comuns da clozapina (30-80%). A produção de saliva é especialmente incômoda à noite e logo pela manhã, pois a imobilidade do sono impede a eliminação normal da saliva pela deglutição que ocorre ao longo do dia. Enquanto a clozapina é um antagonista muscarínico nos receptores M1, M2, M3 e M5, a clozapina é um agonista total no subgrupo M4. Como o M4 é altamente expresso na glândula salivar, acredita-se que sua atividade agonista do M4 seja responsável pela hipersalivação. A hipersalivação induzida pela clozapina é provavelmente um fenômeno relacionado à dose e tende a piorar no início da medicação. Além de diminuir a dose ou retardar a titulação inicial da dose, outras intervenções que mostraram algum benefício incluem medicamentos anticolinérgicos de absorção sistêmica, como hioscina, difenidramina e medicamentos anticolinérgicos tópicos, como brometo de ipratrópio. A hipersalivação leve pode ser controlada dormindo com uma toalha sobre o travesseiro à noite.

### Sistema nervoso central
Os efeitos colaterais do SNC incluem sonolência, vertigem, dor de cabeça, tremor, síncope, distúrbios do sono, pesadelos, inquietação, acinesia, agitação, convulsões, rigidez, acatisia, confusão, fadiga, insônia, hipercinesia, fraqueza, letargia, ataxia, fala arrastada, depressão, espasmos mioclônicos e ansiedade. Raramente observados são delírios, alucinações, delírio, amnésia, aumento ou diminuição da libido, paranóia e irritabilidade, EEG anormal, piora da psicose, parestesia, estado de mal epiléptico e sintomas obsessivo-compulsivos. Semelhante a outros antipsicóticos, a clozapina raramente causa síndrome neuroléptica maligna .

### Incontinência urinaria
A clozapina está ligada à incontinência urinária, embora sua aparência possa ser subestimada.

### Retirada
A retirada abrupta pode levar a efeitos rebote colinérgicos, como indigestão, diarreia, náuseas/vômitos, superabundância de saliva, sudorese profusa, insônia e agitação. A abstinência abrupta também pode causar distúrbios motores graves, catatonia e psicose. Os médicos recomendaram que os pacientes, familiares e cuidadores sejam informados sobre os sintomas e riscos da retirada abrupta da clozapina. Ao descontinuar a clozapina, recomenda-se a redução gradual da dose para reduzir a intensidade dos efeitos da abstinência.

### Ganho de peso e diabetes
Além da hiperglicemia, o ganho de peso significativo é frequentemente experimentado por pacientes tratados com clozapina. Demonstrou-se que o metabolismo prejudicado da glicose e a obesidade são constituintes da síndrome metabólica e podem aumentar o risco de doença cardiovascular. Os dados sugerem que a clozapina pode ter maior probabilidade de causar efeitos metabólicos adversos do que alguns dos outros antipsicóticos atípicos. Para as pessoas que ganham peso por causa da clozapina, tomar metformina pode melhorar três dos cinco componentes da síndrome metabólica: circunferência da cintura, glicose em jejum e triglicerídeos em jejum.

### Pneumonia
Bancos de dados internacionais de efeitos adversos de medicamentos indicam que o uso de clozapina está associado a um aumento significativo na incidência e morte por pneumonia e esse pode ser um dos eventos adversos mais significativos. Os mecanismos para isso são desconhecidos, embora se especule que possa estar relacionado à hipersalivação, efeitos imunológicos dos efeitos da clozapina na resolução da inflamação.

### Overdose
Os sintomas de overdose podem ser variáveis, mas geralmente incluem; sedação, confusão, taquicardia, convulsões e ataxia. Fatalidades foram relatadas devido à overdose de clozapina, embora overdoses superiores a 5.000 mg sobreviveram.

## Interações medicamentosas
A fluvoxamina inibe o metabolismo da clozapina levando a um aumento significativo dos níveis sanguíneos de clozapina.
Quando a carbamazepina é usada concomitantemente com a clozapina, demonstrou diminuir significativamente os níveis plasmáticos de clozapina, diminuindo assim os efeitos benéficos da clozapina. Os pacientes devem ser monitorados quanto à "diminuição dos efeitos terapêuticos da clozapina se a carbamazepina" for iniciada ou aumentada. Se a carbamazepina for descontinuada ou a dose de carbamazepina for diminuída, os efeitos terapêuticos da clozapina devem ser monitorados. O estudo recomenda que a carbamazepina não seja usada concomitantemente com a clozapina devido ao risco aumentado de agranulocitose.
A ciprofloxacina é um inibidor do CYP1A2 e a clozapina é o principal substrato do CYP1A2. Um estudo randomizado relatou elevação na concentração de clozapina em indivíduos tomando ciprofloxacino concomitantemente. Assim, as informações de prescrição para clozapina recomendam "reduzir a dose de clozapina em um terço da dose original" quando a ciprofloxacina e outros inibidores da CYP1A2 são adicionados à terapia, mas uma vez que a ciprofloxacina é removida da terapia, recomenda-se retornar a clozapina à dose original.

## Farmacologia

### Farmacodinâmica
| Protein | CZP Ki (nM) | NDMC Ki (nM) |
| --- | ----------- | ------------ |
| 5-HT1A | 123.7       | 13.9         |
| 5-HT1B | 519         | 406.8        |
| 5-HT1D | 1,356       | 476.2        |
| 5-HT2A | 5.35        | 10.9         |
| 5-HT2B | 8.37        | 2.8          |
| 5-HT2C | 9.44        | 11.9         |
| 5-HT3 | 241         | 272.2        |
| 5-HT5A | 3,857       | 350.6        |
| 5-HT6 | 13.49       | 11.6         |
| 5-HT7 | 17.95       | 60.1         |
| α1A | 1.62        | 104.8        |
| α1B | 7           | 85.2         |
| α2A | 37          | 137.6        |
| α2B | 26.5        | 95.1         |
| α2C | 6           | 117.7        |
| β1 | 5,000       | 6,239        |
| β2 | 1,650       | 4,725        |
| D1 | 266.25      | 14.3         |
| D2 | 157         | 101.4        |
| D3 | 269.08      | 193.5        |
| D4 | 26.36       | 63.94        |
| D5 | 255.33      | 283.6        |
| H1 | 1.13        | 3.4          |
| H2 | 153         | 345.1        |
| H3 | >10,000     | >10,000      |
| H4 | 665         | 1,028        |
| M1 | 6.17        | 67.6         |
| M2 | 36.67       | 414.5        |
| M3 | 19.25       | 95.7         |
| M4 | 15.33       | 169.9        |
| M5 | 15.5        | 35.4         |
| SERT | 1,624       | 316.6        |
| NET | 3,168       | 493.9        |
| DAT | >10,000     | >10,000      |
| Quanto menor o valor, mais fortemente se liga ao receptor. Todos os dados são de proteínas humanas clonadas. |             |              |

A clozapina é classificada como um antipsicótico atípico porque se liga aos receptores de serotonina e dopamina.
A clozapina é um antagonista da subunidade 5-HT 2A do receptor de serotonina, supostamente melhorando a depressão, a ansiedade e os sintomas cognitivos negativos associados à esquizofrenia.
Também foi demonstrada uma interação direta da clozapina com o receptor GABAB. Camundongos com deficiência do receptor GABA B exibem níveis aumentados de dopamina extracelular e comportamento locomotor alterado equivalente ao de modelos animais com esquizofrenia. Agonistas do receptor GABAB e moduladores alostéricos positivos reduzem as alterações locomotoras nesses modelos.
A clozapina induz a liberação de glutamato e D-serina, um agonista no sítio glicina do receptor NMDA, dos astrócitos, e reduz a expressão de transportadores astrocíticos de glutamato. Estes são efeitos diretos que também estão presentes em culturas de células de astrócitos que não contêm neurônios. A clozapina previne a expressão prejudicada do receptor NMDA causada por antagonistas do receptor NMDA.

### Farmacocinética

N - desmetilclozapina (norclozapina), principal metabólito ativo da clozapina.

A absorção da clozapina é quase completa após a administração oral, mas a biodisponibilidade oral é de apenas 60 a 70% devido ao metabolismo de primeira passagem. O tempo para atingir o pico de concentração após administração oral é de cerca de 2,5 horas, e os alimentos não parecem afetar a biodisponibilidade da clozapina. No entanto, foi demonstrado que a coadministração de alimentos diminui a taxa de absorção. A meia-vida de eliminação da clozapina é de cerca de 14 horas em condições de estado de equilíbrio (variando com a dose diária). 
A clozapina é extensivamente metabolizada no fígado, via sistema do citocromo P450, em metabólitos polares adequados para eliminação na urina e nas fezes. O principal metabólito, norclozapina ( desmetil-clozapina), é farmacologicamente ativo. A isoenzima 1A2 do citocromo P450 é a principal responsável pelo metabolismo da clozapina, mas 2C, 2D6, 2E1 e 3A3/4 também parecem desempenhar papéis. Agentes que induzem (por exemplo, fumaça de cigarro) ou inibem (por exemplo, teofilina, ciprofloxacina, fluvoxamina ) CYP1A2 podem aumentar ou diminuir, respectivamente, o metabolismo da clozapina. Por exemplo, a indução do metabolismo causada pelo fumo significa que os fumantes precisam de até o dobro da dose de clozapina em comparação com os não fumantes para atingir uma concentração plasmática equivalente.
Os níveis plasmáticos de clozapina e norclozapina (desmetil-clozapina) também podem ser monitorados, embora mostrem um grau significativo de variação e sejam maiores em mulheres e aumentem com a idade. O monitoramento dos níveis plasmáticos de clozapina e norclozapina demonstrou ser útil na avaliação da adesão, estado metabólico, prevenção de toxicidade e otimização da dose.
| A | Alemoxan, Azaleptina, Azaleptol |
| C | Cloment, Clonex, Clopin, Clopine, Clopsine, Cloril, Clorilex, Clozamed, Clozapex, Clozapin, Clozapina, Clozapinum, Clozapyl, Clozarem, Clozaril |
| D | Denzapina, Dicomex |
| E | Elcrit, Excloza |
| F | FazaClo, Froidir |
| I | Espero |
| K | Klozapol |
| L | Lanolept, Lapenax, Leponex, Lodux, Lozapine, Lozatric, Luften                                                                                   |
| M | Medazepina, Mezapina |
| N | Nemea, Nirva |
| O | Ozadep, Ozapim |
| P | Pinazam |
| R | Refrata, Refraxol |
| S | Sanosen, Schizonex, Sensipin, Sequax, Sicozapina, Sizoril, Syclop, Syzopin                                                                      |
| T | Tanil |
| U | Uspen |
| V | Versacloz |
| X | Xenopal |
| Z | Zaclo, Zapenia, Zapine, Zaponex, Zaporil, Ziproc, Zopin                                                                                         |

## Economia
Apesar do custo dos sistemas de monitoramento sanguíneo e gerenciamento de risco necessários, o uso de clozapina é altamente custo-efetivo; com uma série de estudos sugerindo economia de dezenas de milhares de dólares por paciente por ano em comparação com outros antipsicóticos, bem como vantagens em relação a melhorias na qualidade de vida. A clozapina está disponível como medicamento genérico.